# چلمبر (بوئین‌زهرا)
چلمبر (بوئین‌زهرا)، روستایی از توابع بخش مرکزی شهرستان بوئین‌زهرا در استان قزوین ایران است.

## جمعیت
این روستا در دهستان سگزآباد قرار دارد و براساس سرشماری مرکز آمار ایران در سال ۱۳۸۵، جمعیت آن ۱۰۸ نفر (۲۶خانوار) بوده‌است. این دهستان دارای اقلیم کوهستانی و آب و هوای خشک و سرد است. عمده فعالیت مردم این روستا کشاورزی، دامداری است. در این روستا مرغداری و زنبورداری هم مشاهده شده است. عمده محصول این روستا گندم است. دو طایفه حسینی ها و ذولفقاری ها در این روستا زندگی می کنند. در دهه سی شمسی حداقل 80 خانوار در این روستا زندگی می کردند اما با شروع مهاجرت به شهر و به خصوص تهران رفته رفته از جمعیت این روستا کم شده و شاید هم اکنون به 15 خانوار و حدود 100 نفر سکنه داشته باشد. اهالی این روستا به زبان ترکی آذربایجانی و با لهجه بوئین‌زهرایی سخن میگویند. مردم این روستا مذهبی و خوش رو هستند. از عمده خورده فرهنگ های این روستا معاشرت های شبانه، نحوی عروسی ها و مراسم های مرگ و میر است.  گفته می شود تاریخچه این روستا دست کم به هفتصد سال می رسد. در زلزله سال 42 تعدادی از اهالی این روستا کشته شدند